# Samsung Galaxy Note 10.1
Il Samsung Galaxy Note 10.1 è un tablet computer prodotto da Samsung Electronics, uscito sul mercato italiano a ottobre del 2012.
Il dispositivo dispone di un display LCD da 10.1 pollici in 16:9 con una risoluzione pari a 1280 x 800 pixel (149 ppi) oltre a essere il primo tablet Samsung dotato di S-pen. Il sistema operativo del terminale è Android 4.0 Ice Cream Sandwich aggiornabile ad Android 4.1.2 Jelly Bean.
Il 4 settembre 2013 è stato annunciato all'IFA di Berlino il suo successore, il Samsung Galaxy Note 10.1 (2014).

## Versioni

### Versioni principali
In Italia e in altri paesi è disponibile in tre versioni:
- Samsung GT-N8000: modello con connettività 3G + Wi-Fi;
- Samsung GT-N8010: modello con connettività Wi-Fi;
- Samsung GT-N8020: modello con connettività LTE + Wi-Fi (4G).

### Versioni per particolari paesi
Per gli Stati Uniti è disponibile una variante del GT-N8000:
- Samsung GT-N8013: modello con connettività Wi-Fi.

Per la Turchia è disponibile una variante del GT-N8000:
- Samsung GT-N8005: modello con connettività Wi-Fi.

## Specifiche tecniche
- Processore: Exynos 4 Quad-core 1.4 GHz
- Memoria RAM: 2 GB
- Connettività: Wi-Fi, bluetooth, 3G (opzionale), 4G (opzionale)
- Memoria: 16 GB (espandibile fino a 64 GB)
- Fotocamera: posteriore 5 megapixel, anteriore 2 megapixel.
- CaricaBatteria (AC Adapter): Uscita: 5.0 V -- 2.0 A

## Aggiornamenti ufficiali del sistema operativo

### Aggiornamento ad Android 4.1.2 No Brand
L'8 gennaio del 2013 Samsung ha distribuito in Italia l'aggiornamento ad Android Jelly Bean 4.1.2 No Brand.
Oltre alle novità della versione Jelly Bean di Android, Samsung ha aggiunto all'update una Premium Suite, come già accaduto con il Samsung Galaxy Note II e il Samsung Galaxy S III. Essa comprende miglioramenti al Multi-windows, ad Air-Views, all'Easy Click, al Paper Artist, miglioramenti a S-Note e altro.
Aggiornamento ad Android 4.4.2 KitKat
Il 30 maggio 2014 Samsung ha ufficialmente distribuito in Germania l'aggiornamento ad Android 4.4.2 Kitkat.
Anche in Italia è stato pubblicato l'aggiornamento ad Android 4.4.2 KitKat nella sua versione con solo WiFi (GT-N8010) nel luglio 2014. Per la versione 3G+WiFi l'aggiornamento è stato distribuito il 19 marzo 2015 anche se ormai "vecchio" per la nascita di Android 5.0 Lollipop.